# آکاسیای کوچک
آکاکیا کوچک (نام علمی: Acacia pusilla) نام یک گونه از سرده آکاسیا است.